# 蔓赤车
蔓赤车（学名：Pellionia scabra），为荨麻科赤车属下的一个植物种。俗名：岩苋菜、粗糙楼梯草、头序赤车。生山谷溪边或林中。分布于在越南、日本也有分布。中国分布于云南东南部、广西、广东、贵州、四川东南部和东部、湖南、江西、安徽南部、浙江、福建、台湾。模式标本采自香港。